# 反夏因-达尔加诺序列
反夏因-达尔加诺序列（英文：anti-Shine-Dalgarno sequence）是位于原核细胞核糖体小亚基16S rRNA3'端的段短核苷酸序列，可以按碱基互补配对原理与待翻译的信使RNA（messager RNA，简称mRNA）5'端上游靠近起始密码子处的一段称作“夏因-达尔加诺序列”的短核苷酸序列通过氢键结合，并起始原核翻译。

## 历史
反夏因-达尔加诺序列与夏因-达尔加诺序列于1975年由澳大利亚科学家约翰·夏因和琳·达尔加诺同时提出。

## 实例
在大肠桿菌中，反夏因-达尔加诺序列位於其16S rRNA的第1534～1540位核苷酸左右。